# Ростопчина, Екатерина Петровна
Графиня Екатери́на Петро́вна Ростопчина́ (30 ноября 1776 — 16 сентября 1859, Москва, Российская империя) — фрейлина, автор нескольких сочинений духовного содержания; супруга московского генерал-губернатора Ф. В. Ростопчина и мать писательницы графини де Сегюр.

## Биография
Родилась 30 ноября 1776 года в семье сенатора, генерал-поручика Петра Степановича Протасова (ум. 1794) и его супруги Александры Ивановны (ум. 1782). В семье помимо второй дочери Екатерины было ещё четыре девочки:
- Александра Петровна (1774—1842), в замужестве за князем Алексеем Андреевичем Голицыным;
- Варвара Петровна, умершая в девицах;
- Вера Петровна (1780?— 1814), в замужестве за Иларионом Васильевичем Васильчиковым, впоследствии князем;
- Анна Петровна, за графом Варфоломеем Васильевичем Толстым.

Вместе с сёстрами рано осиротела и воспитывалась в доме у тётки, Анны Степановны Протасовой, камер-фрейлины и личного друга императрицы Екатерины II. Она дала своим племянницам блестящее, по меркам того времени, образование, особое внимание уделялось иностранным языкам, в том числе латыни и греческому, однако же русский язык, отечественная история и религия остались в забвении. По просьбе тётки те из племянниц, кто не был замужем к моменту коронации Александра I, получили графское достоинство.
В молодости была очень хороша собой, высокая, с правильными и выразительными чертами лица и чёрными глазами, полными живости и огня. Однако при этом она обладала сдержанным и необщительным характером, избегала светских развлечений и не пользовалась успехом в свете.

## Замужество

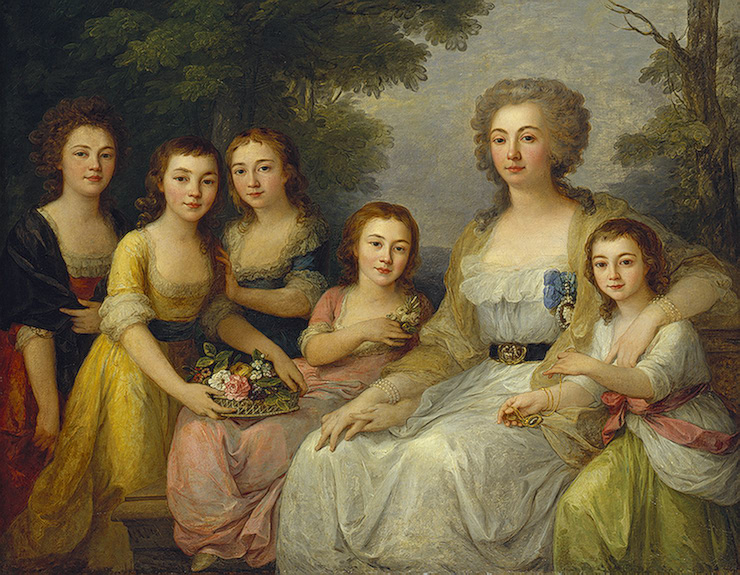
Ангелика Кауфман. «Портрет графини А. С. Протасовой с племянницами». 1788 год. Эрмитаж

В 1791 году была пожалована фрейлиной, в феврале 1791 года вместе с великим князем Александром Павловичем открывала бал в Таврическом дворце на известном Потемкинском празднике. В начале 1794 года вышла замуж за любимца цесаревича Павла Петровича Фёдора Васильевича Ростопчина. Влюбленный Ростопчин в 1793 году писал:
Я питаю страсть, которая может только сделать меня  несчастным: я люблю племянницу госпожи Протасовой. Не могу никак удостовериться, нравлюсь ли я ей, или нет. Брак со мной не представляет ей ничего блестящего и, щадя своё самолюбие, живу в мучительной неизвестности... Теряю голову и надежду, обладать этим божественным созданием.
Их брак был счастливым, пока Екатерина Петровна не перешла в католичество. До 1801 года Ростопчины жили в Петербурге. После отставки мужа с 1801 по 1812 года Екатерина Петровна с семьей жила в подмосковном имении Воронове, только с 1805 года приезжая на зиму в Москву, в свой дом на Лубянке. Часы досуга она посвящала  хозяйству и воспитанию детей. В усадьбе Вороново часто гостили иностранцы: французская писательница де Сталь, художник С. Тончи, в 1805 году в усадьбе жил сын экономиста А. Юнга. У детей Ростопчиных был гувернер-француз д`Аллонвиль, после него немец Шрейдер. Уроки музыки им давала известная музыкантша Минелли из Дрездена.

В 1806 году под влиянием графа Жозефа де Местра Екатерина Петровна, как и её сёстры, тайно перешла в католичество. Со временем этот факт стал общеизвестным и сильно усложнил положение её мужа. В ходе Отечественной войны 1812 года Фёдор Ростопчин был московским главнокомандующим и всячески изображал усердие к православной вере, а его жена, будучи ревностной католичкой, должна была изображать хозяйку первопрестольной. 

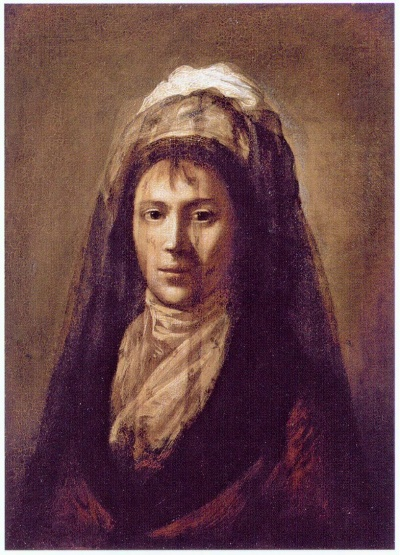
Портрет Ростопчиной работы Тончи

После того как в 1814 году Фёдор Ростопчин оставил должность московского главнокомандующего, в мае 1815 года он уехал за границу с целью пройти в Карлсбаде курс лечения. Екатерина Петровна с детьми осталась в Петербурге. В октябре 1816 года она приезжала в Москву, о чём одна из её современниц писала :
Графиня Ростопчина вернулась от вас совсем другим человеком; мы её просто не узнали. Прежде она вечно носила огромный чепец, точно прабабушка, а теперь показывается с непокрытой головой; правда, на ней парик, и прическа её очень оригинальна; в былое время она считала грехом ходить без чепчика. С полчаса мы с ней разговаривали... она только и толкует о балах, да о выездах... Дочери её недурны. Старшая красивая, но вероятно не умна, потому что поминутно смеется без всякого толка. К тому же она жеманится по-петербургски, говорит сквозь зубы. Вторая очень милая, удивительно похожа на отца, у неё гордое выражение лица, держит себя с достоинством, но без всяких ужимок, словом, в ней есть что-то привлекательное.
Позже присоединившись к мужу, Ростопчина жила с семьей в Германии, Франции и вернулась в Москву только в 1824 году. Здесь в марте 1825 года в возрасте 18 лет от туберкулёза скончалась её дочь Елизавета. Она была любимицей отца, но перед смертью приняла католичество, со слов её матери, и, как писали позднее, «при обстоятельствах, заставляющих предполагать непосредственное воздействие матери» (перед смертью её мать  удерживала дочь при помощи компаньонки, "в то время как  католический священник насильно вкладывал ей в рот причастие... "Последним усилием Лиза вырвалась, выплюнула причастие с потоком крови и упала мёртвой" (см. "Рассказы бабушки..., записанные Д.Благово", примечание 36 к главе 17)). После этого отношения супругов Ростопчиных испортились, Екатерина Петровна стала вести уединенный и замкнутый образ жизни, редко показываясь в свете.
Смерть дочери сломила графа Ростопчина, он скончался в 1826 году. «Только два раза ты сделала мне больно», — писал он жене незадолго до смерти. Оба случая касались смены вероисповедания жены и дочери. Однако перед смертью он успел сделать распоряжения, по которым Екатерина Петровна была отстранена от воспитания малолетнего сына Андрея и управления завещанным ему состоянием.
Она не присутствовала даже на похоронах мужа.
В том же году графиня Ростопчина представила митрополиту Филарету выписки из славянских книг, в защиту католического учения. Филарет вступил с ней в полемику. А в 1833 году он проводил расследование по поводу дошедших сведений, что живший у Ростопчиной аббат Боржуа входил в священническом облачении в алтарь церкви села Вороново, доставшейся ей в наследство от мужа. Тогда же выяснилось, что у неё на воспитании находилось до 12 девочек 7—14 лет, все француженки и немки. Впоследствии в Воронове был устроен и католический храм.

Сдержанный и замкнутый характер её с годами, под влиянием католицизма, только усиливался. Она жила замкнуто, летом в усадьбе, зимой в старом доме на Басманной, окружённая француженками — компаньонками и воспитанницами и католическими аббатами, пользовавшимися её состоянием для католической пропаганды. Почти никого не принимая, из дома выезжала лишь к обедне, остальное время проводя за чтением духовных книг. Сын писателя М. Н. Загоскина, познакомившись с Ростопчиной в 1857 году, писал:
Она была высокого роста, крепкого телосложения и отличалась грубыми, неприятными чертами лица и огромными выпуклыми глазами. Она одевалась по моде 1820-х годов, но ходила не иначе, как в черном платье и валяных туфлях. Темные волосы её, почти без седины, были острижены, всклокочены и щетинисты, а уши огромного размера покрыты ранами, из которых постоянно сочилась кровь, вследствие привычки царапать и чесать их ногтями... Почти не выходя из дома, она в течение дня развлекалась двумя ручными попугаями, которых носила на пальцах, сталкивая их лбами и потешаясь неистовыми их криками. Такой дикой, неприветливой старой дамы я никогда и нигде более не встречал.
Скончалась 16 сентября 1859 года в возрасте 83 лет от роду. Похоронена на Иноверческом кладбище на Введенских горах (могила утрачена).

## Дети

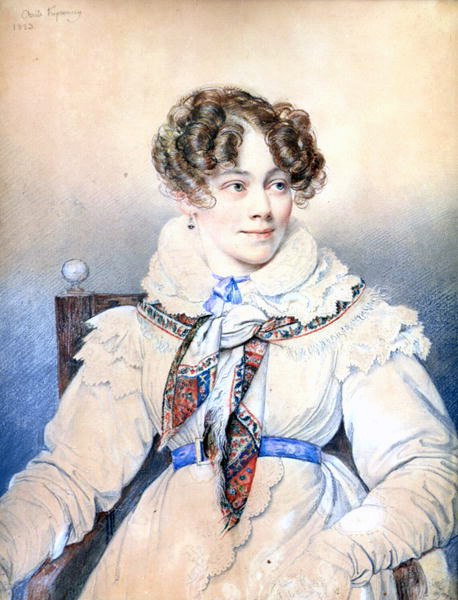
Дочь Софья

- Сергей Фёдорович (1796—1836), получил домашнее воспитание, в 1809 году был пожалован в камер-пажи, в апреле 1812 года без экзамена произведен в поручики Ахтырского гусарского полка; первоначально назначен адъютантом к герцогу Г.Ольденбургскому, затем к князю Барклаю-де-Толли, штаб-ротмистр Кавалергардского полка. Был женат на княжне Марии Игнатьевне де Круи-Сольж (1799—1838), брак был бездетным.
- Наталья Фёдоровна (1797—1866), автор записок о пребывании семьи Ростопчиных в 1812 году в Ярославле; в июле 1819 году в Париже вышла замуж за Дмитрия Васильевича Нарышкина (1792—1831), действительного тайного советника, таврического губернатора. Жила в основном в Крыму, благодаря её покровительству художник Айвазовский был зачислен в Академию художеств.
- Софья Фёдоровна (1799—1876), французская детская писательница, в июле 1819 года в Париже вышла замуж за графа Павла-Филиппа Эдмона де Сегюра (1798—1869), который в юности служил пажом у Наполеона; после замужества жила во Франции, любимым её местом пребывания была усадьба Нуэт, в Нормандии, которую она купила на деньги, подаренные отцом на свадьбу.
- Павел Фёдорович (1803—1806)
- Мария Фёдоровна (род. и ум. в 1805)
- Елизавета Фёдоровна (1807—01.03.1824[4]), любимица отца, «девушка редкой красоты, ума и достоинства», её ранняя смерть от чахотки в 16 лет окончательно сразила Ростопчина. Перед смертью её мать удерживала дочь при помощи компаньонки, «в то время как католический священник насильно вкладывал ей в рот причастие... «Последним усилием Лиза вырвалась, выплюнула причастие с потоком крови и упала мёртвой» (из воспоминаний очевидца событий, племянницы горничной, ночевавшей в соседней комнате; см. "Рассказы бабушки..., записанные Д. Благово", примечание 36 к главе 17). Похоронена на Пятницком кладбище.
- Михаил Фёдорович (род. и ум. в 1810)
- Андрей Фёдорович (13.10.1813[5]—1892), корнет, шталмейстером Высочайшего двора, служил при Главном управлении Восточной Сибири, с 1886 года в отставке с чином тайного советника. Был женат первым браком с 1833 года на писательнице Евдокии Петровне Сушковой (1811—1858), во втором — на Анне Владимировне Мирецкой, ур. Скоробокач (ум.1901).